# Фолланд, Кевин
Ке́вин Фо́лланд (нем. Kevin Volland; род. 30 июля 1992[…], Марктобердорф, Бавария) — немецкий футболист, нападающий клуба «Мюнхен 1860».

## Клубная карьера
Фолланд начал играть в футбол в клубе «Тальхофен». В 13 лет он перешёл в «Мемминген», который играл на самом высоком для юниоров на тот момент региональном уровне. После вылета в 2006 году он перебрался в «Таннхаузен», чтобы дальше играть на том же уровне. Летом 2007 его приняли в академию клуба «Мюнхен 1860», который также предоставил ему место в клубном молодёжном интернате.
В ходе подготовки к сезону 2010/11 тренер «львов» Райнер Маурер решил привлечь Фолланда, как и его ровесников Морица Ляйтнера, Даниэля Хофштеттера и Маркуса Цирайса (с которым Фолланд вместе жил в общежитии после интерната) к тренировкам с основной командой. Кевин прошёл полностью всю подготовку основной команды к сезону и вышел на поле в 12 из 14 товарищеских встреч. Его (также как и Ляйтнера) дебютом в официальных матчах стало появление на поле в кубковой игре против «Верля». Во Второй Бундеслиге он впервые сыграл 26 сентября 2010, в выездной игре «1860» в Аугсбурге. До зимней паузы он ненадолго выходил на поле ещё в 6 матчах.
В январе 2011 Фолланд подписал с контракт до 2015 года с клубом Бундеслиги «Хоффенхаймом», но остался в Мюнхене на правах аренды. Арендный договор был заключён до лета 2012, но «Хоффенхайм» имел возможность вернуть к себе игрока уже зимой 11/12.
К игре против «Оснабрюка» Фолланд впервые был заявлен в стартовый состав. В этом матче он также отметился своим первым голом за «львов» в официальных играх. В оставших 15 встречах сезона молодой нападающий всегда выходил на поле с первых минут, при этом он забил 5 мячей и отдал 4 результативные передачи. После окончания сезона он ещё раз сыграл за молодёжную команду мюнхенцев до 19 лет, которая пробилась в финальную стадию розыгрыша молодёжного чемпионата Германии. В обеих встречах со сверстниками из «Кайзерслаутерна» он вышел на поле с начала игры, однако это не помогло молодым «львам» победить.
Новый сезон также начался для него как для игрока основного состава. В первых же 6 играх Кевин отличился четырьмя забитыми мячами. В середине ноября стало известно, что «Хоффенхайм» не воспользуется оговорённой возможностью вернуть к себе нападающего зимой. В первой половине сезона Фолланд стал лучшим бомбардиром команды, забив 10 раз в 21 официальной игре. По итогам сезона стал лучшим бомбардиром команды с 14 забитыми мячами.
2 сентября 2020 года клуб из французской Лиги 1 «Монако» официально объявил о переходе в команду форварда «Байера» Кевина Фолланда. Контракт с 28-летним немецким нападающим рассчитан на 4 года. Сообщалось, что сумма сделки составила 20 миллионов евро.

## Карьера в сборной
Свою дебютную игру в форме немецкой сборной Фолланд провёл 16 октября 2008. Это была игра сборных Германии и Чехии до 17 лет. 3 дня спустя в игре против юношеской сборной России он также был в стартовом составе немцев. В следующий раз в составе немецкой юношеской сборной он вышел на поле только через чуть более года. Это случилось на чемпионате мира среди юношеских команд в Нигерии. Кевин сыграл в последней игре группового этапа против сверстников из Гондураса, в которой забил свой единственный гол за сборную Германии до 17 лет, а также в 1/8 финала, где немцы проиграли будущим победителям турнира швейцарцам.
За сборную до 18 лет он в первый раз вышел на поле уже в конце июля 2009 года. В матчах против сборной Северной Ирландии до 20 лет, США до 19 лет и Болгарии до 20 лет он забил по одному голу. До мая 2010 он появлялся на поле в ещё в 5 играх, в которых забил дважды.
Летом 2010 Фолланд был привлечён к играм сборной Германии до 19 лет. Свой первый матч за неё он провёл 18 августа против бельгийцев, а первый гол забил 3 сентября против голландцев. Всего до зимнего перерыва он сыграл за сборную до 19 7 раз и забил 4 мяча, а после него — трижды, отличившись один раз.
31 августа 2011 Кевин Фолланд впервые сыграл за сборную до 20 лет. В этом же месяце ему была присуждена бронзовая медаль имени Фрица Вальтера в возрастной категории до 19 лет. В октябре тренер молодёжной сборной Германии до 21 года Райнер Адрион приглашал нападающего принять участие в играх против Сан-Марино и Боснии и Герцеговины, но тот был вынужден отказаться от приглашения из-за травмы.
13 мая 2014 года стал одним из 12 футболистов, дебютировавших в главной сборной Германии в матче с Польшей (0:0).
После сезона 2017/18 в «Байере», обсуждался[кем?] возможный вызов Фолланда в сборную, однако нападающий «Фрайбурга» Нильс Петерсен обогнал в Бундеслиге Фолланда на 1 гол и попал в предварительный список кандидатов на Чемпионат мира по футболу 2018.

## Личное
Отец Кевина — хоккеист Андреас Фолланд, выступавший за сборную Германии по хоккею. Сам Кевин тоже играл в хоккей до того, как начал играть в футбол.

## Статистика

### Клубная
| Выступление      | Выступление       | Выступление      | Чемпионат | Чемпионат | Кубки | Кубки | Еврокубки | Еврокубки | Прочие | Прочие | Итого | Итого |
| Клуб             | Лига              | Сезон            | Игры      | Голы      | Игры  | Голы  | Игры      | Голы      | Игры   | Голы   | Игры  | Голы  |
| ---------------- | ----------------- | ---------------- | --------- | --------- | ----- | ----- | --------- | --------- | ------ | ------ | ----- | ----- |
| Мюнхен 1860      | Вторая Бундеслига | 2010/11          | 24        | 6         | 1     | 0     | —         | —         | —      | —      | 25    | 6     |
| Мюнхен 1860      | Вторая Бундеслига | 2011/12          | 33        | 14        | 2     | 1     | —         | —         | —      | —      | 35    | 15    |
| Мюнхен 1860      | Итого             | Итого            | 57        | 20        | 3     | 1     | —         | —         | —      | —      | 60    | 21    |
| Хоффенхайм       | Бундеслига        | 2012/13          | 34        | 6         | 1     | 0     | —         | —         | 2      | 0      | 37    | 6     |
| Хоффенхайм       | Бундеслига        | 2013/14          | 33        | 11        | 4     | 1     | —         | —         | —      | —      | 37    | 12    |
| Хоффенхайм       | Бундеслига        | 2014/15          | 32        | 8         | 4     | 2     | —         | —         | —      | —      | 36    | 10    |
| Хоффенхайм       | Бундеслига        | 2015/16          | 33        | 8         | 1     | 0     | —         | —         | —      | —      | 34    | 8     |
| Хоффенхайм       | Итого             | Итого            | 132       | 33        | 10    | 3     | —         | —         | 2      | 0      | 144   | 36    |
| Байер 04         | Бундеслига        | 2016/17          | 23        | 6         | 2     | 2     | 6         | 1         | —      | —      | 31    | 9     |
| Байер 04         | Бундеслига        | 2017/18          | 31        | 14        | 4     | 0     | —         | —         | —      | —      | 35    | 14    |
| Байер 04         | Бундеслига        | 2018/19          | 34        | 14        | 3     | 1     | 5         | 0         | —      | —      | 42    | 15    |
| Байер 04         | Бундеслига        | 2019/20          | 27        | 10        | 4     | 1     | 9         | 1         | —      | —      | 40    | 12    |
| Байер 04         | Итого             | Итого            | 115       | 44        | 13    | 4     | 20        | 2         | —      | —      | 148   | 50    |
| Монако           | Лига 1            | 2020/21          | 35        | 16        | 5     | 2     | —         | —         | —      | —      | 40    | 18    |
| Монако           | Лига 1            | 2021/22          | 34        | 9         | 5     | 3     | 12        | 3         | —      | —      | 51    | 15    |
| Монако           | Лига 1            | 2022/23          | 17        | 3         | —     | —     | 7         | 3         | —      | —      | 24    | 6     |
| Монако           | Итого             | Итого            | 86        | 28        | 10    | 5     | 19        | 6         | 0      | 0      | 115   | 39    |
| Унион            | Бундеслига        | 2023/24          | 16        | 2         | 1     | 0     | 5         | 1         | —      | —      | 22    | 3     |
| Унион            | Итого             | Итого            | 16        | 2         | 1     | 0     | 5         | 1         | —      | —      | 22    | 3     |
| Всего за карьеру | Всего за карьеру  | Всего за карьеру | 406       | 127       | 37    | 13    | 44        | 9         | 2      | 0      | 489   | 149   |

1. ↑  Кубок Германии, Кубок Франции.
2. ↑  Лига чемпионов УЕФА, Лига Европы УЕФА.
3. ↑  Матчи плей-офф чемпионата Германии.
4. ↑  Сезон 2011/12 провёл в «Мюнхене 1860» на правах аренды из «Хоффенхайма».

### Выступления за сборную
| Матчи Фолланда за сборную Германии | Матчи Фолланда за сборную Германии | Матчи Фолланда за сборную Германии | Матчи Фолланда за сборную Германии | Матчи Фолланда за сборную Германии | Матчи Фолланда за сборную Германии | Матчи Фолланда за сборную Германии |
| ---------------------------------- | ---------------------------------- | ---------------------------------- | ---------------------------------- | ---------------------------------- | ---------------------------------- | ---------------------------------- |
| №                                  | Дата                               | Оппонент                           | Счёт                               | Голы                               | Соревнование                       |                                    |
| 1                                  | 13 мая 2014                        | Польша                             | 0:0                                | —                                  | Товарищеский матч                  |                                    |
| 2                                  | 14 ноября 2014                     | Гибралтар                          | 4:0                                | —                                  | Отборочные матчи ЧЕ-2016           |                                    |
| 3                                  | 18 ноября 2014                     | Испания                            | 1:0                                | —                                  | Товарищеский матч                  |                                    |
| 4                                  | 8 октября 2015                     | Ирландия                           | 0:1                                | —                                  | Отборочные матчи ЧЕ-2016           |                                    |
| 5                                  | 13 ноября 2015                     | Франция                            | 0:2                                | —                                  | Товарищеский матч                  |                                    |
| 6                                  | 29 марта 2016                      | Италия                             | 4:1                                | —                                  | Товарищеский матч                  |                                    |
| 7                                  | 31 августа 2016                    | Финляндия                          | 2:0                                | —                                  | Товарищеский матч                  |                                    |
| 8                                  | 11 октября 2016                    | Северная Ирландия                  | 2:0                                | —                                  | Отборочные матчи ЧМ-2018           |                                    |
| 9                                  | 11 ноября 2016                     | Сан-Марино                         | 8:0                                | 1                                  | Отборочные матчи ЧМ-2018           |                                    |
| 10                                 | 15 ноября 2016                     | Италия                             | 0:0                                | —                                  | Товарищеский матч                  |                                    |

Итого: 10 игр / 1 гол; 6 побед, 2 ничьи, 2 поражения.